# James H. McGraw

McGraw (derecha)

James Herbert McGraw (Harmony (Nueva York), 17 de diciembre de 1860-San Francisco, 21 de febrero de 1948) fue cofundador de la editorial McGraw-Hill Education.

## Biografía
Profesor en Nueva York, entró en el mundo editorial en 1884. En el año 1885 compró con los ahorros de su vida (2500 $) una parte del American Journal of Railway Appliances. No fue hasta 1888 cuando el periódico pasó a ser completamente suyo. 
Un año después, fundó The McGraw Publishing Company, que se fusionó en 1909 con la Hill Publishing Company. Fue presidente de McGraw-Hill de 1917 a 1928. En 1935 se retira de la vida empresarial, abriendo paso a su hijo Jay como nuevo presidente de la compañía. Falleció en San Francisco el 21 de febrero de 1948, 13 años después de retirarse.